# Marie-Jo et ses deux amours
Pour plus de détails, voir Fiche technique et Distribution.
Marie-Jo et ses deux amours est un film français réalisé par Robert Guédiguian (2002).

## Synopsis
Marie-Jo aime profondément son mari Daniel ainsi que son amant Marco mais elle ne peut les vivre simultanément. Elle ira même jusqu'à provoquer la destruction de ce fragile équilibre, avec une fin inéluctable et tragique.

## Fiche technique
- Titre français : Marie-Jo et ses deux amours
- Réalisation : Robert Guédiguian
- Scénario : Jean-Louis Milesi et Robert Guédiguian
- Photographie : Renato Berta
- Montage : Bernard Sasia
- Décors : Michel Vandestien
- Costumes : Catherine Keller
- Maquillage : Mayté Alonso
- Producteur : Robert Guédiguian
- Sociétés de production : Agat Films et Cie, Canal+, CNC, France 3 Cinéma, Gimages 5, Images 2, Cofimage 13, Procirep, Sofica France Télévision Images et Studio Images 2
- Sociétés de distribution :  Diaphana ( France) , A Film Distriution ( Pays-Bas) et BIM Distribuzione ( Italie)
- Matériel de prises de vues : Groupe TSF
- Effets visuels : Mikros Image
- Pays d'origine :  France
- Langue originale : français
- Format : couleur, 1,85:1 - Dolby Digital et DTS
- Budget : 3,35M€[1]
- Genre : Film dramatique, Film d'amour
- Durée : 124 minutes (2 h 4)
- Dates de sortie : 
  -  France : 26 juin 2002
- Box-office France : 564 455 entrées
- Entrées mondiales : 756 270 entrées[2]

## Distribution
- Ariane Ascaride : Marie-Jo
- Jean-Pierre Darroussin : Daniel
- Gérard Meylan : Marco
- Julie-Marie Parmentier : Julie
- Jacques Boudet : Jean-Christophe
- Yann Trégouët : Sylvain
- Frédérique Bonnal : Madame Fauvelet
- Souhade Temimi : La collègue de Marie-Jo
- Maya Seuleyvan : La dame à la minerve
- Frédéric Garbe : Le toubib
- Danielle Stefan : L'invitée à la fête
- Jacques Germain : Le pilote
- Axel Köhler : Le commandant allemand
- Richard Ano :
- Brigitte Beck :
- Sébastien Capel :
- Yohann Cosma :
- Marie-Laure Dib :
- Jean-Gabriel Farris :
- Rodolphe Gasnier :
- Arnaud Idelot :
- Alexandre Lucchino :
- Ludivine Manca :
- Mag Versini :
- Lionel Jospin : Lui-même (images d'archives - non crédité)

## Production

### Tournage
Le film a été tourné à Marseille et aux îles du Frioul.

## Distinctions[3]

### Nominations et sélections
- Film en compétition pour la Palme d'or lors du Festival de Cannes 2002.
- César de la meilleure actrice pour Ariane Ascaride en 2003.
- Meilleure actrice du prix du public du Prix du cinéma européen 2002 pour Ariane Ascaride
- Nommé au Festival international du film de Valladolid 2002.
- Abricot d'or au Festival international du film d'Erevan en 2004

## Autour du film
- Ce film met en scène les acteurs fétiches de Robert Guédiguian, dans l'environnement des quartiers ouvriers de Marseille auxquels il est attaché.